# Marie Dugès

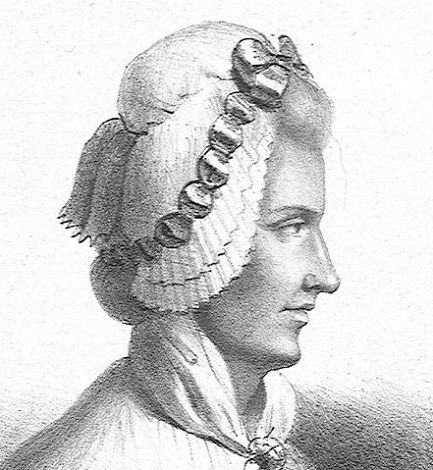
Marie Dugès

Marie Dugès geboren als Marie Jonet (1730–1797 in Paris) war eine französische leitende Ober-Hebamme des Hôtel-Dieu.

## Leben
Marie Jonet heiratete den Gesundheitsbeauftragten Louis Dugès. Mit ihm hatte sie eine Tochter, Marie-Louise, die später ihre Arbeit fortsetzte.
Marie Dugès wird in geschichtlichen Aufzeichnungen zumeist Madame Dugès genannt. Sie hatte das Handwerk einer Hebamme von ihrer eigenen Mutter erlernt und einige Unterweisungen durch ihren Ehemann erhalten. Madame Dugès wurde zu einer „medizinisch-legalen Hebamme“ ernannt, die für die örtlichen Gerichte und das Gefängnis zuständig war. Neben ihrer Tätigkeit als Geburtshelferin wurde sie angefordert, um vor Gericht auszusagen und zu klären, ob ein Mädchen noch eine Jungfrau war, oder ob ein Baby im Mutterleib gestorben war, oder nach der Geburt getötet wurde. Madame Dugès arbeitete ab 1775 als Hebamme im Hôtel-Dieu. Dort waren die medizinischen und hygienischen Bedingungen für die entbindenden Frauen zu dieser Zeit extrem schlecht. Ein verschmutztes Bett teilten sich vier oder mehr Frauen, die Entbindungsräume standen Passanten offen und Wochenbettfieber war eine häufige Infektionskrankheit, an der nach Schätzungen bis zu 10 % der in Pariser Krankenhäusern entbindenden Frauen starben.
Unter der Leitung von Madame Dugès wurde die Entbindungsstation neu geordnet, sie wurde gesäubert und erste Hygienemaßnahmen wurden eingeführt. Sie unterwies angehende Hebammen und wahrscheinlich auch einige männliche Ärzte in der Geburtshilfe, zudem schrieb sie mehrere Lehrbücher zum Thema Entbindung. Sie sorgte maßgeblich dafür, dass das Hôtel-Dieu zu einem wichtigen Zentrum für die Vermittlung von Arbeits- und Entbindungsmethoden wurde. Ihre Tochter Marie-Louise Lachapelle war dort ihre Stellvertreterin und übernahm nach dem Tod von Marie Dugès im Jahr 1797 die Leitung der Entbindungsstation.

## Nachwirken
Judy Chicago widmete ihr eine Inschrift auf den dreieckigen Bodenfliesen des Heritage Floor ihrer Installation The Dinner Party. Die mit dem Namen Marie Duges beschrifteten Porzellanfliesen sind dem Platz mit dem Gedeck für Elizabeth Blackwell zugeordnet.